# Zagorje Democratische Partij
De Zagorje Democratische Partij (Kroatisch:Zagorska demokratska stranka) is een politieke partij van de provincie Krapina-Zagorje in Kroatië. Zij sluit zich normaal gesproken aan bij de rechtse partijen.
Samen met de Kroatische Partij van Rechten (Hrvatska Stranka Prava) en de Međimurje Partij kreeg zij op 23 november 2003 6,4% van de stemmen; 8 van de 151 zetels, weggehaald bij de HSP.